# 페투시키

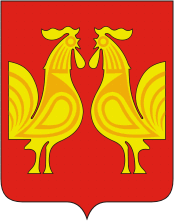
시 문장

페투시키(러시아어: Петушки́)는 러시아 블라디미르주 남서부에 위치한 도시로, 인구는 16,482명(2002년 기준)이다. 클랴지마 강 좌안과 접하며 블라디미르(블라디미르 주의 주도)에서 서쪽으로 67km 정도 떨어진 곳에 위치한다. 1861년 이 곳을 연결하는 철도역이 개통되면서 신설되었으며 1965년 시로 승격되었다. 도시 이름은 러시아어로 "작은 수탉들"을 뜻한다.